# Studzieniki
Studzieniki, Studzienniki (biał. Студзенікі, Studzieniki) – wieś położona na Białorusi, w obwodzie grodzieńskim, w rejonie świsłockim w sielsowiecie Nowy Dwór.
We wsi żyją dwie wspólnoty wyznaniowe: prawosławna i katolicka, prawosławni i katolicy są przynależni placówkom religijnym w Porozowie (cerkwi Świętej Trójcy i kościołowi Świętego Michała Archanioła). Znajduje się tu rzymskokatolicka kaplica pw. Matki Bożej Częstochowskiej, zbudowana w 1994 i konsekrowana w 1998.
Wschodnią część wsi stanowi dawniej samodzielna wieś Bojkiewicze a zachodnią część wsi stanowi dawniej samodzielna wieś Pracucicze.